# Association Sportive d'Arta/Solar7
L'Association Sportive d'Arta/Solar7 (in arabo جمعية ارتا/سولار٧‎?), meglio nota come Arta/Solar7, è una società calcistica gibutiana di Arta. Milita nella Première Division, la massima divisione del campionato gibutiano di calcio.

## Cronistoria delle denominazioni
- 1980 – 2006 AS Chemin de Fer Djibouto-Ethiopien
- 2007 – 2014 AS CDE-Compagnie Colas
- 2015 – 2016 AS CDE/Arta
- 2016 – 2017 AS Arta/SIHD
- 2017 – Association Sportive Arta/Solar7

## Palmarès

### Competizioni nazionali
- Campionato gibutiano: 7

1988, 2000, 2005, 2007, 2021, 2022, 2024
- Coppa di Gibuti: 6

1992, 2001, 2004, 2008, 2019, 2020